# نشواک (مینه‌سوتا)
نشواک، مینه‌سوتا (به انگلیسی: Nashwauk, Minnesota) به معنای "سرزمین بین" است و یک شهر در ایالات متحده آمریکا است که در شهرستان ایتاسکا، مینه‌سوتا واقع شده‌است.

## خصوصیات
نشواک ۳۹٫۶۳ کیلومترمربع مساحت و ۹۸۳ نفر جمعیت دارد و ۴۴۹ متر بالاتر از سطح دریا واقع شده‌است.